# Бути 17-річним
«Бути 17-річним» (фр. Quand on a 17 ans) — французький драматичний фільм, знятий Андре Тешіне. Світова прем'єра стрічки відбудеться у лютому 2016 року на Берлінському міжнародному кінофестивалі. Фільм розповідає про відносини між двома підлітками.

## У ролях
- Сандрін Кіберлен — Маріанна
- Кейсі Моттет Кляйн — Дам'єн Доліль
- Корентен Філа — Тома

## Нагороди та номінації
| Список нагород та номінацій           | Список нагород та номінацій | Список нагород та номінацій               | Список нагород та номінацій | Список нагород та номінацій | Список нагород та номінацій |
| Кінопремія                            | Дата церемонії              | Категорія                                 | Номінант(и)                 | Результат                   | Дж                          |
| ------------------------------------- | --------------------------- | ----------------------------------------- | --------------------------- | --------------------------- | --------------------------- |
| Берлінський міжнародний кінофестиваль | 21 лютого 2016              | «Золотий ведмідь»                         | «Бути 17-річним»            | Номінація                   |                             |
| Кінофестиваль у Кабурі                | 12 червня 2016              | «Золотий Сван» найкращому молодому актору | Кейсі Моттет Кляйн          | Перемога                    |                             |
| Премія «Люм'єр»                       | 30 січня 2017               | Найкращий молодий актор                   | Корентен Філа               | Номінація                   | [ 2 ]                       |
| Премія «Люм'єр»                       | 30 січня 2017               | Найкращий молодий актор                   | Кейсі Моттет Кляйн          | Номінація                   | [ 2 ]                       |
| Премія «Сезар»                        | 24 лютого 2017              | Найперспективніший актор                  | Кейсі Моттет Кляйн          | Номінація                   | [ 3 ]                       |
| Премія «Сезар»                        | 24 лютого 2017              | Найперспективніший актор                  | Корентен Філа               | Номінація                   | [ 3 ]                       |